# Пенья, Альфредо
Альфредо Пенья (исп. Alfredo Peña; 13 апреля 1944 года, Баркисимето, Венесуэла — 6 сентября 2016 года, Майами, Флорида, США) — венесуэльский журналист и политический деятель, первый мэр Каракаса (2000—2004).

## Биография
Изучал журналистику в центральном университете Венесуэлы. Начал журналистскую карьеру в газете Tribuna Popular, издаваемой компартией Венесуэлы. Профессиональную известность он приобрёл, став редактором газеты «El Nacional» и ведущим политического ток-шоу на телеканале Venevision, где выступал с резкой критикой находившихся в то время у власти партий Демократическое действие и Copei. Из-за своей политической ориентации Пенья стал жертвой нескольких неудачных покушений на свою жизнь и попытки кражи компьютерных архивов. На президентских выборах 1998 года он поддержал кандидатуру Уго Чавеса. Во время предвыборной кампании Чавес несколько раз становился гостем его телепередачи.
После победы Чавеса на выборах он оставил телевидение ради политической карьеры и стал министром Секретариата президента. Всоре он был избран членом учредительное собрание, занимавшееся разработкой новой конституции страны. В 2000 году партия Чавеса Движение пятой республики (MVR) выдвинула кандидатуру Альфредо Пеньи на выборах на недавно учреждённый пост мэра Каракаса. Выиграв выборы, он вступил в должность мэра 30 июня 2000 года.
Отношения Пеньи с правительством Уго Чавеса начали ухудшаться, после того как он, будучи мэром Каракаса, попытался провести модернизацию городской полиции с привлечением консультантов и экспертов из США под руководством Уильяма Брэттона. Чавес, имевший прохладные отношения с Соединёнными Штатами, не поддержал этот план, в ответ мэр раскритиковал президента пресс-конференции. Во время попытки переворота в 2002 году Альфредо Пенья принял сторону путчистов. Несмотря на то что после освобождения Чавеса и провала переворота мэр сохранил свою должность, его отношения с президентом были окончательно испорчены. По истечении срока своих полномочий в 2004 году, Пенья не стал пытаться переизбраться на новых выборах мэра, обвинив власти в фальсификации их результатов. На следующий год он покинул страну и эмигрировал в США, заявив местной прессе, что не намерен возвращаться в Венесуэлу до тех пор, пока там «не будет восстановлено правовое государство». В 2007 году Венесуэльский суд выдал ордер на арест Альфредо Пеньи по обвинению в причастности к убийствам нескольких граждан полицией во время попытки переворота 2002 года. В 2009 Пенья был объявлен правительством в международный розыск через Интерпол, однако Соединённые Штаты отказались выдать экс-мэра властям Венесуэлы.
В 2013 году в венесуэльской прессе появились сообщения об обнаружении у живущего в Майами Пеньи тяжёлого онкологического заболевания.